# Проводы русалки (белорусский обряд)
Обряд "Проводы русалки" - это ритуал в деревне Великий Бор Хойникского района Гомельской области и связан с окончанием празднования Русальной недели на восьмой неделе после Пасхи. Церемония проводится ежегодно в воскресенье после Троицы.

## Происхождение
Ритуал «Прощание русалки» очень древний. Его еще исполняли прадеды, деды и отцы нынешних носителей языка. Эта традиция временно прервалась. Но память жителей Великого Бора сохранилась, как они, будучи детьми, и взрослые ходили "за русалкой". В середине 1990-х гг. обряд был возрожден.
Носители рассказывают легенду о происхождении обряда, которая передается из поколения в поколение: "…Когда-то люди верили, что ребенок, которого не крестят, умрет и превратится в русалку. Собрались тогда деревенские женщины после Троицы и решили прогнать эту русалку...С тех пор, чтобы умилостивить русалку, и чтобы не было града, и не умирали маленькие дети, люди стали совершать с ней "прощания"

## Процесс
Обряд проводится ежегодно и по сей день активно практикуется в Хойникском районе Гомельской области.
Прежде всего участники одеваются в традиционную праздничную одежду, далее создают венки. А после идут в конец деревни к полю и распевают песни. Они сопровождают русалку.  На роль русалки берут незамужнюю молодую девушку. Ее охраняют два парня также молодые. «— Эти русалки — вредные сущности. Живут в прудах, в других водоемах, в канавах. Могут выйти к людям и начать пакостить. Коням могут гривы заплести, потом попробуй распутай! Могут утащить детей и утопить. Да! Возьмет русалка пучок ячменя или ржи, завьет «завитку» да подбросит соседям. И те, что дружно жили, начинают ссориться, завидовать друг другу!» .
Русалку необходимо загнать в рожь, сорвать с нее зелень и венок. В процессе ходьбы идущих бьют крапивой по ногам. После люди танцуют и прыгают через костер.

#### Элементы обряда
Современные участники переняли традицию проведения обряда «Проводы русалки» от своих предков — прабабушек, бабушек и матерей, сохраняя и используя традиционные материальные объекты: костюмы, большие и малые обрядовые венки. Материальным объектом, связанным с практикой стихии, являются женские и мужские костюмы, которые сохранились у носителей до наших дней. Женский костюм состоит из рубашки, юбки, фартука и платка. Рубашка богато украшена красным геометрическим узором на рукавах и плечевых вставках — «панно», сшита из тонкого полотна. Костюм завершал головной убор — фабричный платок, способ завязывания которого был произвольным: концы завязывались сзади, где они лежали свободно. Женский костюм дополняли шейные украшения, представлявшие собой несколько рядов бус вокруг шеи. Мужской костюм состоял из рубахи и бриджей, сшитых из тонкого домотканого полотна. Рубашка украшена вышивкой на воротнике и манжетах. Мужской костюм дополнял тканый пояс. Также среди материальных предметов присутствуют большие и малые церемониальные венки, которые женщины плетут каждый год.